# Parco nazionale della Bénoué
Il parco nazionale della Bénoué è un parco nazionale del Camerun designato riserva della biosfera dall'UNESCO. Copre una superficie di 180.000 ettari. Costeggia il fiume Bénoué, che con un tratto di oltre 100 km delimita il confine orientale del parco. La strada statale per Tcholliré passa attraverso la parte settentrionale del parco. Il confine occidentale è costituito dalla strada principale che collega la città di Garoua a nord con Ngaoundéré a sud. Il parco può essere raggiunto da nord arrivando da Ngaoundéré.

## Storia
Nel 1932 l'area venne dichiarata riserva faunistica. Questa venne promossa a parco nazionale nel 1968 e nel 1981 divenne una riserva della biosfera.

## Geografia
Il parco nazionale è situato nella parte nord-orientale del Camerun, nel dipartimento della Bénoué. Si trova nella cintura di savana della Bénoué, un'umida savana boscosa estesa tra le città di Garoua a nord e di Ngaoundéré a sud. Suo fiume principale è la Bénoué, che con un tratto di oltre 100 km delimita il confine orientale del parco.
L'altitudine del parco varia tra i 250 e i 760 m sul livello del mare. Le zone più elevate sono caratterizzate da grandi massicci rocciosi, mentre pianure ondulate e foreste caratterizzano le quote inferiori. Otto riserve di caccia, con una superficie totale di 520.378 ettari, circondano il parco, fatta eccezione per la parte che corre lungo la strada principale.

## Flora e fauna
L'habitat principale che caratterizza il parco nazionale della Bénoué è la prateria boscosa. Al suo interno sono presenti vari tipi di bosco, da quelli di tipo sudanese dominati da alberi di Isoberlinia delle regioni centro-meridionali, alla prateria boscosa di essenze miste, più aperta e con alberi meno elevati, del settore settentrionale, alle foreste secche di Anogeissus, fino alle foreste riparie semi-sempreverdi che crescono lungo la Bénoué e i suoi affluenti principali.

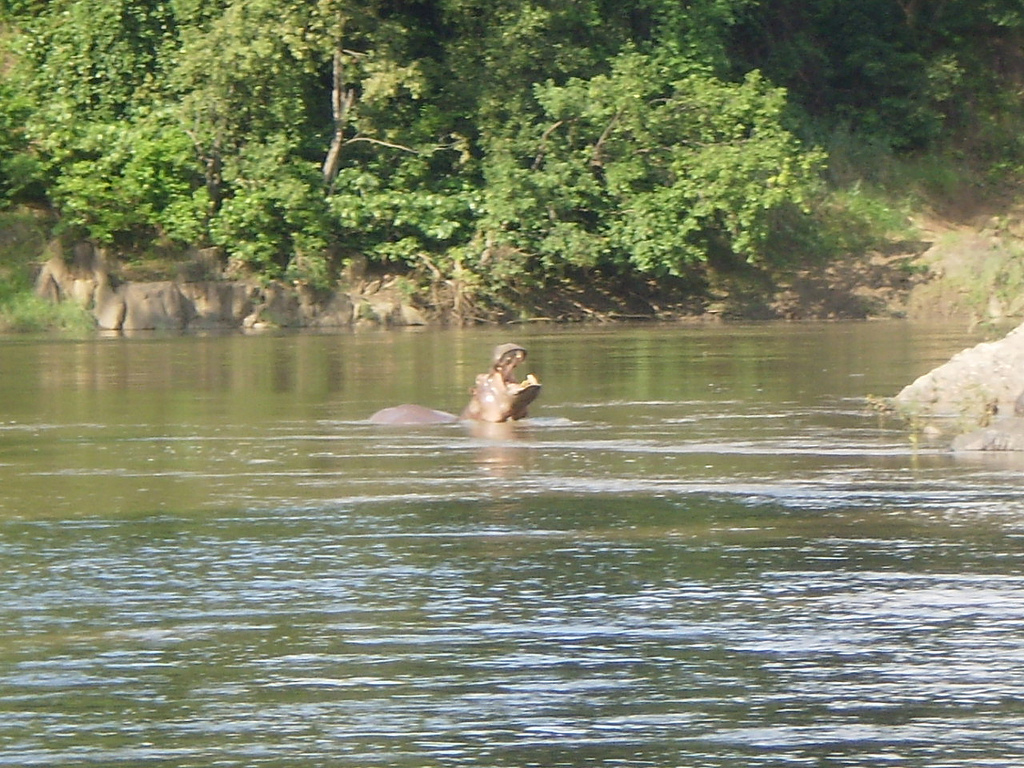
Ippopotami nel parco.

Nel parco vive una piccola popolazione di circa 30 leoni, appartenenti alla sottospecie del leone del Senegal, a rischio di estinzione. Sono presenti anche elefanti, iene maculate, cobi, facoceri e scimmie. Tra i grandi ungulati predominano antilopi quali il kob, l'alcelafo occidentale, l'eland di Lord Derby e il cobo, nonché il bufalo. Il parco nazionale della Bénoué è l'unico luogo in Africa dove per i visitatori è maggiore la probabilità di avvistare l'eland di Lord Derby, la più grande antilope africana. Nel parco è presente anche il licaone, sebbene qui sia meno numeroso che nel parco nazionale del Faro. Il parco nazionale della Bénoué è famoso per le sue colonie di ippopotami. Oltre agli ippopotami, nei fiumi sono comuni anche i coccodrilli.
Il parco nazionale della Bénoué costituisce una Important Bird Area (IBA), e recenti sopralluoghi vi hanno registrato la presenza di 306 specie di uccelli. Durante la stagione secca, i banchi di sabbia rimasti esposti dal ritirarsi delle acque del fiume Bénoué forniscono un habitat adatto per pivieri e altri uccelli acquatici. Tra le specie più comuni figurano la tortora di Adamawa, il guardiano dei coccodrilli, il gruccione golarossa, il prinide alirosse, la pernice sassicola e il turaco violetto.

## Popolazione
La maggior parte degli esseri umani che vivono nel parco conducono vita nomade. Gli abitanti del parco collaborano con i guardaparco e i conservazionisti, occupando ruoli di educatori presso le comunità. Nel parco è stato documentato almeno un caso di cleptoparassitismo, in cui alcuni uomini hanno derubato i leoni della loro preda.